# 福島市立飯坂小学校
福島市立飯坂小学校（ふくしましりつ いいざか しょうがっこう）は、福島県福島市にある公立小学校。

## 概要
福島市北部の飯坂地区の中心部、飯坂温泉の温泉街の西側に位置する。2020年5月1日現在、11学級225名の児童が在籍する。

## 沿革
- 1873年9月22日 - 学校創立。後に自治体合併、学制改革を経て信夫郡飯坂町立飯坂小学校となる。
- 1964年1月 - 飯坂町が福島市に編入され、福島市立飯坂小学校となる。
- 1979年9月7日 - 現在の校舎（RC造4階建）が竣工する。
- 1989年3月22日 - 水泳プール（25m×10m 6コース）が竣工する。
- 2018年3月31日 - 福島市立茂庭小学校が廃校となり当校に統合される。

## 教育方針
校訓
- 至誠力行

教育目標
- 進んで勉強する子ども
- 心豊かな子ども
- 元気でたくましい子ども

## 学校行事
| - 4月 - 5月 - 6月 | - 7月 - 8月 - 9月 | - 10月 - 11月 - 12月 | - 1月 - 2月 - 3月 |

## 通学区域
- 飯坂地域
  - 飯坂町（福島市立湯野小学校通学区域を除く）
  - 飯坂町平野（境田、小川原田、殿田、源八、坊下、坊川原）
  - 飯坂町茂庭
  - 飯坂町中野
  - 大笹生 (苧畑、中沢南、熱石舘、門松平、中沢、中沢西、 中林、北裏、中道、釜平、青岩)

## 進学先中学校
- 福島市立大鳥中学校[2]

## 学区 / 校区内の主な施設
- 国道399号飯坂バイパス
- 福島県道3号福島飯坂線
- 福島交通飯坂線飯坂温泉駅・花水坂駅
- 飯坂温泉
- 福島市飯坂学習センター
- パルセいいざか
- 乙和公園
- 花ももの里

## 交通
- 福島交通飯坂線飯坂温泉駅より徒歩約15分[3]。